# Анастасій Дідицький
Анастасій Дідицький (хресне ім'я Андрій, пол. Anastazy Dziedzicki, 28 серпня 1742, Каньчуга — 8 січня 1818, Жовква) — церковний діяч, священник-василіянин, педагог, місіонер, проповідник, ігумен василіянських монастирів у Сокільці, Бучачі, Краснопущі, Погоні.

## Життєпис
Народився 28 серпня 1742 року в Каньчузі в сім'ї Самуїла Дідицького і його дружини Марії з Максимовичів. Після закінчення початкових студій риторики в Ярославській єзуїтській колегії 9 лютого 1762 року вступив до Василіянського Чину на новіціят в Почаївський монастир. Після року новіціату 1 березня 1763 року склав вічні монаші обіти. Відправлений до Білостоцького монастиря на студії риторики, звідки через півтора року відбув до Загайців на філософію. 19 червня 1767 року отримав призначення до Любарського монастиря для виконання обов'язків учителя інфіми. Упродовж 1768—1772 років вивчав богослов'я у Віленському папському алюмнаті, відвідуючи лекції у Віленській єзуїтській академії та університеті. Навчання закінчив ступенями магістра філософії (23 листопада 1768) і ліценціята з богослов'я (1 квітня 1772). Після студій отримав священиче рукоположення (1772).
Відправлений до Загорівського монастиря, де виконував обов'язки проповідника. Як проповідник звернув на себе увагу підчашого великого коронного Фелікса Чацького і на його просьбу відбув до містечка Брусилів, де був надвірним капеланом і проповідником. Через два роки повернувся до Замостя, де став місіонером. Потім переїхав до Луцька, де в 1774—1776 роках був проповідником по неділях. У 1776 році прибув до Львівського монастиря святого Юрія для виконання обов'язків проповідника. Через рік скерований до Сатанівського монастиря, де викладав у монастирській школі догматичне та моральне богослов'я, був сповідником і вікарієм. Через два роки вибув до Лаврівського монастиря для викладання богослов'я. 17 серпня 1781 року прибув до Сокілецького монастиря, де обійняв посаду ігумена. У 1783—1784 роках був настоятелем Бучацького монастиря — першим настоятелем після приєднання обителі до Провінції Найсвятішого Спасителя (то цього часу монастир належав до Литовської Провінції Пресвятої Тройці). Вдруге виконував обов'язки бучацького настоятеля у 1797—1805 роках. У 1809 і 1810 роках брав участь у Крехівській і Львівській провінційних капітулах як настоятель Краснопущанського монастиря, а в 1814 році на капітулі в Крехові вже як настоятель монастиря в Погоні.
Помер 8 січня 1818 р. у Жовкві.
Мав молодшого брата Касіяна Костянтина, який теж був священником-василіянином.